# Kulturwege Schweiz

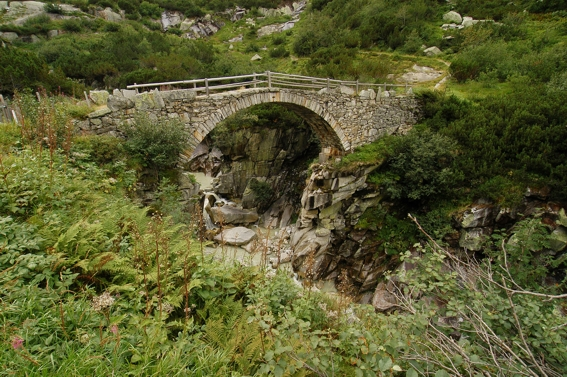
Brücke eines Saumpfades am Grimselpass

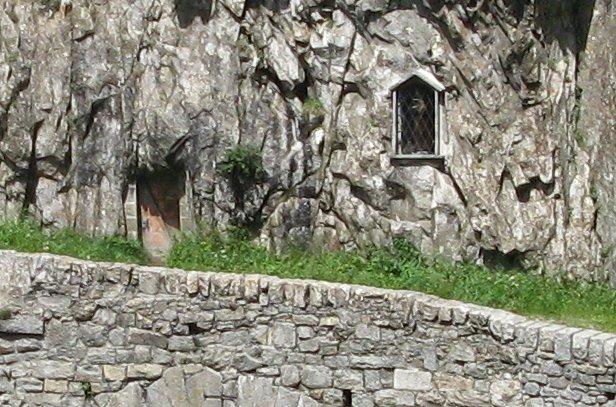
Gemauerter Weg zur zweiten Teufelsbrücke in der Schöllenenschlucht am ViaGottardo

Kulturwege Schweiz ist ein nationales Projekt, das Wanderrouten auf historischen Verkehrswegen in Schweizer Kulturlandschaften erarbeitet und der Öffentlichkeit zugänglich macht. Es wird von ViaStoria betrieben, der Schweizer Fachorganisation für die Erforschung der Verkehrsgeschichte sowie die Erhaltung und nachhaltige Nutzung historischer Verkehrswege.

## Grundlagen und Ziele
Kulturwege Schweiz beruht auf den verkehrsgeschichtlichen Grundlagen, die ViaStoria in Forschungsprojekten und für das Inventar historischer Verkehrswege der Schweiz (IVS) erarbeitet hat. Historisch bedeutende Verkehrswege erschliessen die Kulturlandschaften der Schweiz. Sie vernetzen regionale und lokale Tourismusinitiativen und Angebote von regionalen Produkten der Landwirtschaft. Gemeinsam mit regionalen Tourismusorganisationen bietet Kulturwege Schweiz auf zahlreichen Routen Packages an, die Übernachtungen, Museumseintritte, Reisedokumentation und zum Teil auch Degustationen und Gepäcktransporte zwischen den Etappenzielen umfassen.
Mit Kulturwege Schweiz will ViaStoria die Nutzung und Erhaltung historischer Verkehrswege sichern, die nachhaltige Entwicklung der Kulturlandschaft fördern und zur nachhaltigen touristischen Wertschöpfung in den Regionen beitragen. Ein Didaktikprogramm sensibilisiert Schülerinnen und Schüler für den Schutz der Kulturlandschaft. Der Aufbau von Kulturwege Schweiz ist durch nationale und kantonale Fördergelder, Stiftungen und Sponsoren aus der Privatwirtschaft finanziert.

## Das Routennetz
Das Routennetz von Kulturwege Schweiz besteht aus zwölf Haupt- und 300 regionalen Routen.
- Die Hauptrouten bilden die nationale Struktur des Programms; sie erzählen einen Aspekt der Kultur- und Verkehrsgeschichte der Schweiz und lassen sich in mehreren Tagesetappen erwandern. Acht Routen von Kulturwege Schweiz sind im Wanderland von SchweizMobil integriert, dem nationalen Netzwerk für den Langsamverkehr. Das Netz der Hauptrouten ist abgeschlossen
- Die regionalen Routen erschliessen die Kulturlandschaften der Schweiz in einem feineren Raster. Sie bestehen aus ein- bis mehrtägigen Wanderungen, die einer bestimmten Kulturlandschaft, einem historischen Ereignis oder einer regionalen Spezialität gewidmet sind. Das ViaRegio-Netz soll in den nächsten Jahren stark ausgebaut werden. Das Netz der regionalen Routen ist als Planungsinstrument abgeschlossen. Einzelne Routen sind umgesetzt, andere werden in den nächsten Jahren in Kooperation mit lokalen Partnern entwickelt.[1]

## Die zwölf Hauptrouten

### ViaCook
Genf–Chamonix (F)–Martigny–Leukerbad–Gemmipass–Berner Oberland–Luzern–Rigi–Olten–Neuenburg–Pontarlier (F) (auf den Spuren des englischen Tourismuspioniers Thomas Cook im Jahr 1863 durch die Schweiz)

### Via Francigena
Pontarlier (F)–Lausanne–Saint-Maurice–Martigny–Grosser St. Bernhard–Aosta (I). Wanderland Route 70 (Pilgerweg von Canterbury nach Rom – ein Grosser Kulturweg des Europarats)

### ViaGottardo

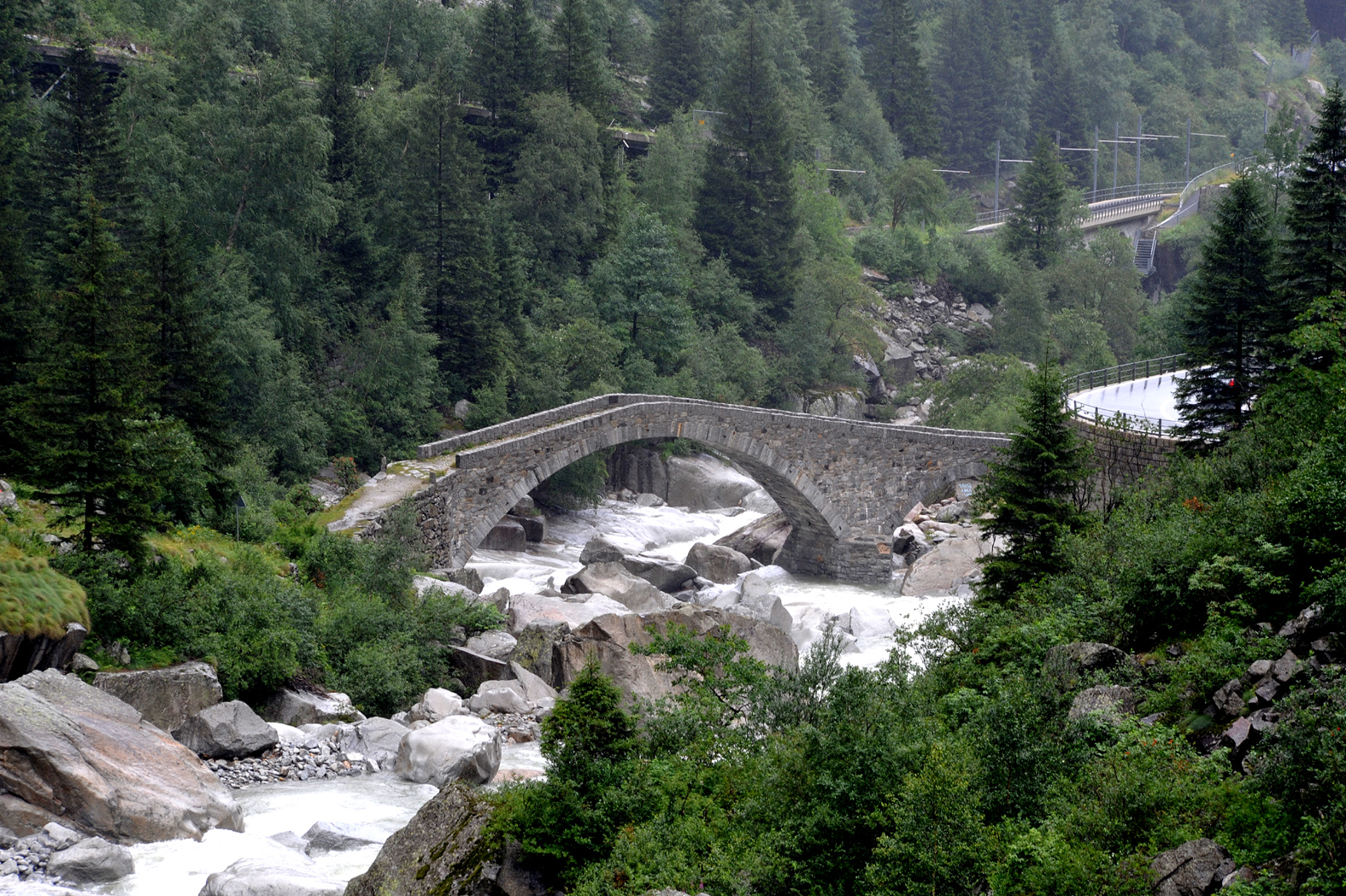
Häderlisbrücke am ViaGottardo

Die Via Gottardo führt auf der bedeutendsten Alpentransitroute von Basel/Schaffhausen–Vierwaldstättersee–Gotthardpass–Lugano–Chiasso durch ihre Geschichte und die Schweiz.

### ViaJacobi
Rorschach/Konstanz (D)–Einsiedeln–Willisau/Brienz–Freiburg–Lausanne–Genf. Wanderland Route 4 (historisch belegter Schweizer Abschnitt des Jakobswegs nach Santiago de Compostela in Spanien – ein Grosser Kulturweg des Europarats)

### ViaJura
Basel–Laufen–Delémont–Moutier–Court–Tavannes–Biel/Bienne. Wanderland Route 80 (2000 Jahre Kulturgeschichte zwischen Mittelland und Rhein)

### ViaRhenana
Kreuzlingen–Reichenau–Stein am Rhein–Schaffhausen–Rheinfall–Eglisau–Zurzach–Rheinfelden–Basel; Wanderland Route 60 (historische Wasserstrasse im Norden der Schweiz).

### ViaRomana
Genf–Lausanne–Orbe–Avenches–Solothurn–Augst AG (Mythos und Realität der Römerstrassen im Schweizer Mittelland und im Jura)

### ViaSalina
Arc-et-Senans (F)–Salins-les-Bains (F)–Sainte-Croix–Neuenburgersee–Bern (Route des Salzes aus dem französischen Jura nach Bern)

### ViaSbrinz
Die Via Sbrinz ist eine Fernwanderung auf dem historischen Transportweg des Zentralschweizer Hartkäses Sbrinz nach Italien. Die Wanderland Route 40 führt von Luzern, Stansstad/Alpnachstad–Jochpass/Brünigpass–Grimselpass–Obergesteln–Griespass–Ponte (I) nach Domodossola.

### ViaSpluga
Die Via Spluga führt über Thusis–Splügenpass–Chiavenna (I). Als Wanderland Route 50 verfolgt sie die historischen Spuren der Säumer und Fuhrleute an einem der historisch bedeutendsten Alpenpässe.

### ViaStockalper
Die Via Stockalper folgt dem historischen Saumpfad Brig–Simplonpass–Gondo. Die Wanderland Route 90 ist ein kulturhistorischer Weg im ehemaligen Reich Kaspar Stockalpers, des «Königs am Simplon».

### ViaValtellina
Schruns (A)–Schlappiner Joch–Davos–Scalettapass–Pontresina–Berninapass–Tirano (I). Wanderland Route 30 (Weg der Weinsäumer zwischen dem Montafon und dem Veltlin). Siehe Hauptartikel: Via Valtellina.

## Die regionalen Routen (ViaRegio)

### ViaSuworow
Die Via Suworow folgt als Wanderland Route 55 den Spuren des russischen Generals Suworow, der auf seinem Alpenfeldzug im Herbst 1799 sechs Alpenpässe überquerte.